# Джон Лендіс
Джон Лендіс (англ. John Landis, нар. 3 серпня 1950, Чикаго, США) — американський режисер, продюсер, сценарист та актор.

## Біографія
Джон Лендіс народився 3 серпня 1950 року в Чикаго, штат Іллінойс, США. Роботу в кінематографі почав після закінчення школи у відділі листів кінокомпанії «20th Century-Fox». Потім працював у Європі каскадером на зйомках таких вестернів, як «Одного разу на Дикому Заході» (1968), був асистентом режисера на зйомках фільму «Герої Келлі» (1970). Після повернення до Голлівуду зняв пародійний фільм жахів «Schlock» (1973). Найвідоміші роботи Джона Лендіса містять картини «Брати Блюз» (1980), «Сутінкова зона» (1983), «Три аміго» (1986), «Оскар» (1991), а також музичні відеокліпи «Thriller» (1983) і «Black or White» (1991) з Майклом Джексоном.

## Фільмографія

### Режисер
- 1973 — Schlock
- 1977 — The Kentucky Fried Movie
- 1978 — Animal House
- 1980 — Брати Блюз / The Blues Brothers
- 1981 — Американський перевертень у Лондоні / An American Werewolf in London
- 1983 — Помінятися місцями / Trading Places
- 1983 — Сутінкова зона / Twilight Zone: The Movie (сегменти «Пролог» і «Тайм-аут»)
- 1985 — Шпигуни, як ми / Spies Like Us
- 1986 — Три аміго / Three Amigos
- 1987 — Амазонки на Місяці / Amazon Women on the Moon (сегменти «Mondo Condo», «Hospital», «Blacks Without Soul» та «Video Date» )
- 1988 — Поїздка до Америки / Coming to America
- 1991 — Оскар / Oscar
- 1992 — Невинна кров / Innocent Blood
- 1994 — Поліцейський із Беверлі-Гіллз 3 / Beverly Hills Cop III
- 1996 — Сімейка придурків / The Stupids
- 1998 — Брати Блюз 2000 / Blues Brothers 2000
- 2010 — Burke & Hare

### Актор
- 1975 — Смертельні перегони 2000 / Death Race 2000
- 1979 — 1941 / 1941
- 1990 — Психо 4: На початку / Psycho IV: The Beginning
- 1990 — Людина пітьми / Darkman
- 1990 — Спонтанне загоряння / Spontaneous Combustion
- 2004 — Людина-павук 2 / Spider-Man 2
- 2008 — Парасомнія / Parasomnia
- 2009 — Татуювання: Історія шрамів / Tattoos: A Scarred History
- 2012 — Напад п'ятдесятифутової чирлідерки / Attack of the 50 ft Cheerleader